# عيون الحجل
عيون الحجل هي إحدى القرى المحتلة والمدمرة التابعة لمحافظة القنيطرة في هضبة الجولان بجنوب غرب سوريا.
قرية 
مهجرة تتبع ناحية قرى مركز ومنطقة ومحافظة القنيطرة كان عدد سكانها 380 نسمة عام 1967 وترتفع 1020 م عن سطح البحر. تقع في منطقة بركانية وعرة، على طريق القنيطرة_مسعدة شمال تل البرم، على بعد 7 كم إلى الشمال الغربي من مدينة القنيطرة. كان يعمل سكانها بالزراعة البعلية، وينتجون الحبوب والبقول والذرة بنوعيها الصفراء والبيضاء والعنب والتين، وكان يعمل بعضهم في صناعة البسط والحصر، وبعضهم في تربية الأبقار والأغنام. كانوا يشربون من مياه مشروع بيت جن. تتبعها مزرعتا : قرز الطويل والحجف.